# Ordinal de Feferman-Schütte
En teoría de conjuntos, el ordinal de Feferman-Schütte Γ0 es un ordinal grande que puede definirse como el ordinal más pequeño que no puede ser obtenido a partir del ordinal ' usando las operaciones usuales de la aritmética ordinal y las funciones de Veblen φα(β). Es decir, es el ordinal α más pequeño que satisface la relación φα(0) = α. Recibe su nombre de Solomon Feferman y Kurt Schütte.

## Propiedades
En teoría de la demostración es el ordinal de la teoría de la demostración asociado a muchas teoría matemáticas, como por ejemplo la aritmética con recursión transfinita.
A veces se califica al ordinal de Feferman-Schütte como el primer ordinal impredicativo, aunque esta calificación en controvertida, en parte porque no existe una definición precisa y universalmente aceptada de "predicativo" (en teoría de la demostración, ocasionalmente un ordinal se califica como "predicativo" si es menor que Γ0).